# Delta (betű)
A delta (Δ δ) a görög ábécé negyedik betűje, a dh betű és hang. Formája miatt a háromszög egyik szinonimája.
A δ betűhöz kapcsolódó fogalmak:
- deltával jelöljük a változást a matematikában, fizikában és informatikában
például Δx, vagy a nem teljes differenciálokat a hőtanban
- deltaizom
- delta-hullámok az agyban
- deltatorkolat (vagy simán delta például Duna-delta)
- Delta (film) - a Duna-deltában játszódó, Cannes-ban is díjnyertes magyar mozifilm
- deltavágány
- Delta - tudományos ismeretterjesztő tévéműsor
- Delta - Katedrál üvegtípus